# Индоаустралијска плоча
Индоаустралијска плоча је заједничко име за две литосферне плоче које обухватају континент Аустралију и околне океане, а протеже се до северозапада обухватајући Индијски потконтинент и суседне воде. Дели се на Аустралијску плочу те мању Индијску плочу дуж слабо активне границе. Ове две плоче сјединиле су се пре 50-55.000.000 година, а до тада су се померале независно једна од друге.